# Minino
Minino (en rus: Минино) és un poble del krai de Perm, al districte de Vereshchagin. Forma part de l’assentament rural de Putin, Rússia. L'any 2010 tenia 19 habitants.
El poble es troba a la riba esquerra del riu Lysva, a uns 2,5 km a l'oest del centre administratiu de l'assentament, el poble de Putin.